# Maison Back
La Maison Back (en hongrois : Back-ház) est un édifice situé dans le 13e arrondissement de Budapest. 